# Eisschnelllauf-Einzelstreckenweltmeisterschaften 2012

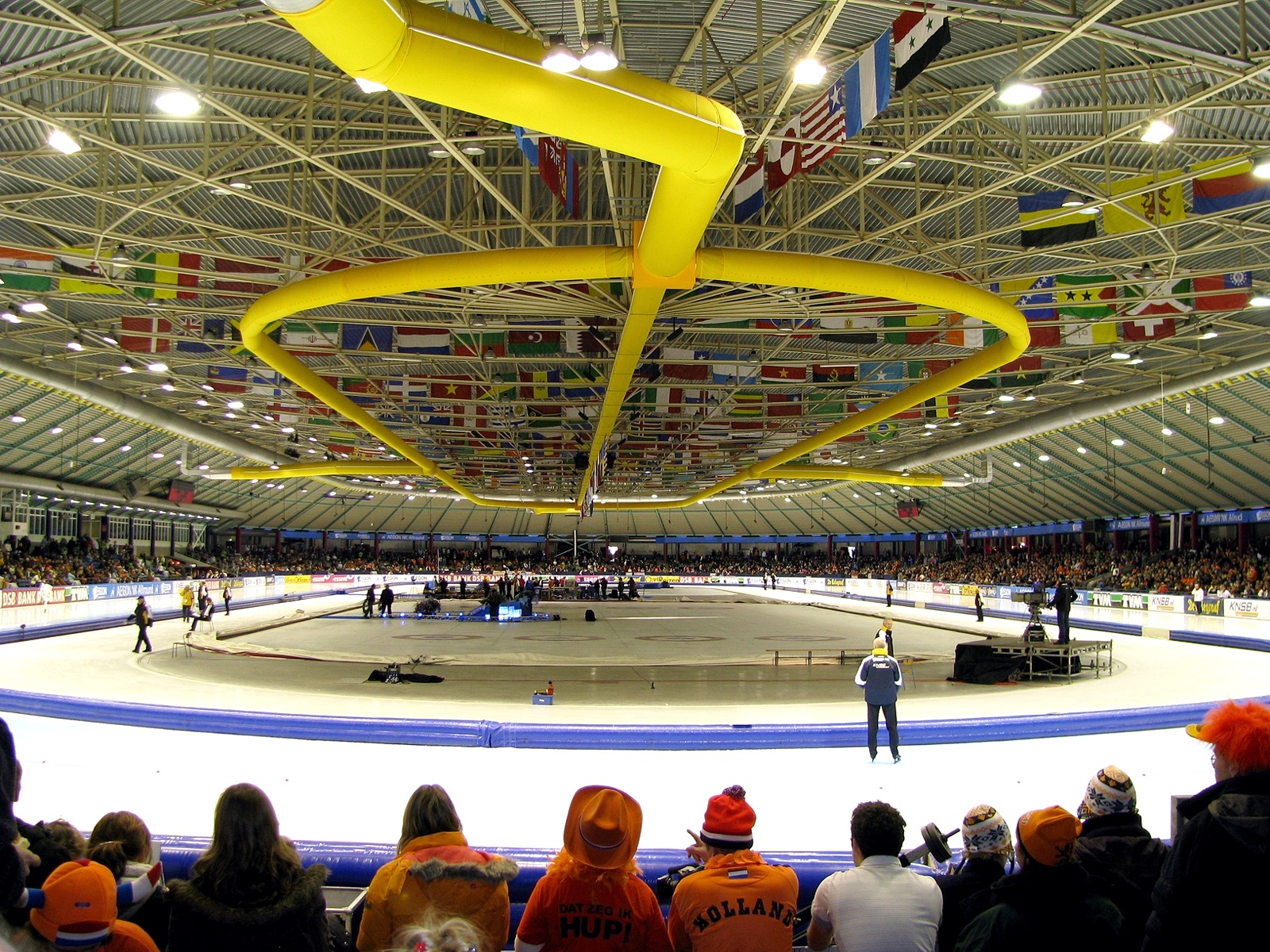
Innenansicht der Eishalle Thialf

Die 14. Einzelstreckenweltmeisterschaften wurden vom 22. bis 25. März 2012 in der Thialf-Halle in Heerenveen ausgetragen.

## Teilnehmer
In den Einzeldisziplinen nahmen bis zu 24 Athleten teil, nur über 5000 m der Frauen und 10.000 m der Männer waren nur 16 Athleten zugelassen. Für die Teamverfolgung waren jeweils acht Mannschaften qualifiziert. Insgesamt konnten sich Athleten aus 22 Nationen qualifizieren.
| Teilnehmende Nationen                                                  | Teilnehmende Nationen                               | Teilnehmende Nationen                                  | Teilnehmende Nationen                          | Teilnehmende Nationen |
| ---------------------------------------------------------------------- | --------------------------------------------------- | ------------------------------------------------------ | ---------------------------------------------- | --------------------- |
| Australien Belgien Volksrepublik China Deutschland Finnland Frankreich | Italien Japan Kanada Kasachstan Lettland Neuseeland | Niederlande Norwegen Österreich Polen Russland Schweiz | Südkorea Tschechien Vereinigte Staaten Belarus |                       |

## Bilanz

### Medaillenspiegel
| Platz  | Land                | Gold | Silber | Bronze | Gesamt |
| ------ | ------------------- | ---- | ------ | ------ | ------ |
| 1      | Niederlande         | 5    | 5      | 4      | 14     |
| 2      | Kanada              | 3    | 1      | –      | 4      |
| 3      | Tschechien          | 2    | –      | –      | 2      |
| 3      | Südkorea            | 2    | –      | –      | 3      |
| 5      | Deutschland         | –    | 2      | 1      | 3      |
| 6      | Volksrepublik China | –    | 2      | –      | 2      |
| 7      | Vereinigte Staaten  | –    | 1      | 3      | 4      |
| 8      | Russland            | –    | 1      | 1      | 2      |
| 9      | Finnland            | –    | –      | 1      | 1      |
| 9      | Norwegen            | –    | –      | 1      | 1      |
| 9      | Polen               | –    | –      | 1      | 1      |
| Gesamt | Gesamt              | 12   | 12     | 12     | 36     |

### Medaillengewinner
Zeigt die drei Medaillengewinner der einzelnen Distanzen.

#### Frauen
| Distanz        | Gold                                                  | Silber                                                   | Bronze                                                    |
| -------------- | ----------------------------------------------------- | -------------------------------------------------------- | --------------------------------------------------------- |
| 2 × 500 Meter  | Lee Sang-hwa                                          | Yu Jing                                                  | Thijsje Oenema                                            |
| 1000 Meter     | Christine Nesbitt                                     | Yu Jing                                                  | Margot Boer                                               |
| 1500 Meter     | Christine Nesbitt                                     | Ireen Wüst                                               | Linda de Vries                                            |
| 3000 Meter     | Martina Sáblíková                                     | Stephanie Beckert                                        | Ireen Wüst                                                |
| 5000 Meter     | Martina Sáblíková                                     | Stephanie Beckert                                        | Claudia Pechstein                                         |
| Teamverfolgung | NiederlandeIreen Wüst Diane Valkenburg Linda de Vries | KanadaBrittany Schussler Christine Nesbitt Cindy Klassen | PolenNatalia Czerwonka Katarzyna Woźniak Luiza Złotkowska |

#### Männer
| Distanz        | Gold                                                | Silber                                                   | Bronze                                             |
| -------------- | --------------------------------------------------- | -------------------------------------------------------- | -------------------------------------------------- |
| 2 × 500 Meter  | Mo Tae-bum                                          | Michel Mulder                                            | Pekka Koskela                                      |
| 1000 Meter     | Stefan Groothuis                                    | Kjeld Nuis                                               | Shani Davis                                        |
| 1500 Meter     | Denny Morrison                                      | Iwan Skobrew                                             | Håvard Bøkko                                       |
| 5000 Meter     | Sven Kramer                                         | Bob de Jong                                              | Jonathan Kuck                                      |
| 10.000 Meter   | Bob de Jong                                         | Jorrit Bergsma                                           | Jonathan Kuck                                      |
| Teamverfolgung | NiederlandeSven Kramer Koen Verweij Jan Blokhuijsen | Vereinigte StaatenShani Davis Brian Hansen Jonathan Kuck | RusslandIwan Skobrew Denis Juskow Jewgeni Lalenkow |

## Ergebnisse

### Frauen

#### 2 × 500 Meter
Die Zeiten beider 500 m Läufe wurden addiert und ergaben die Gesamtzeit.
| Platz | Name               | Land                | 1. Lauf 500 Meter | 2. Lauf 500 Meter | Gesamt- zeit |
| ----- | ------------------ | ------------------- | ----------------- | ----------------- | ------------ |
| 1     | Lee Sang-hwa       | Südkorea            | 38,03 s (1)       | 37,66 s (1)       | 75,69 s      |
| 2     | Yu Jing            | Volksrepublik China | 38,32 s (6)       | 37,80 s (2)       | 76,12 s      |
| 3     | Thijsje Oenema     | Niederlande         | 38,16 s (2)       | 38,12 s (3)       | 76,28 s      |
| 4     | Heather Richardson | Vereinigte Staaten  | 38,27 s (3)       | 38,22 s (4)       | 76,49 s      |
| 5     | Christine Nesbitt  | Kanada              | 38,28 s (4)       | 38,42 s (7)       | 76,70 s      |
| 6     | Jenny Wolf         | Deutschland         | 38,54 s (10)      | 38,24 s (5)       | 76,78 s      |
| 7     | Wang Beixing       | Volksrepublik China | 38,44 s (7)       | 38,36 s (6)       | 76,80 s      |
| 8     | Karolína Erbanová  | Tschechien          | 38,30 s (5)       | 38,59 s (10)      | 76,89 s      |
| 9     | Margot Boer        | Niederlande         | 38,47 s (8)       | 38,60 s (11)      | 77,07 s      |
| 10    | Maki Tsuji         | Japan               | 38,49 s (9)       | 38,62 s (12)      | 77,11 s      |
|       |                    |                     |                   |                   |              |
| 11    | Judith Hesse       | Deutschland         | 38,76 s (12)      | 38,51 s (8)       | 77,27 s      |

#### 1000 Meter
| Platz | Name                   | Land                | Zeit        |  |
| ----- | ---------------------- | ------------------- | ----------- |  |
| 1     | Christine Nesbitt      | Kanada              | 1:15,16 min |  |
| 2     | Yu Jing                | Volksrepublik China | 1:15,98 min |  |
| 3     | Margot Boer            | Niederlande         | 1:16,16 min |  |
| 4     | Heather Richardson     | Vereinigte Staaten  | 1:16,30 min |  |
| 5     | Ireen Wüst             | Niederlande         | 1:16,33 min |  |
| 6     | Jekaterina Schichowa   | Russland            | 1:16,50 min |  |
| 7     | Zhang Hong             | Volksrepublik China | 1:16,50 min |  |
| 8     | Brittany Bowe          | Vereinigte Staaten  | 1:17,12 min |  |
| 9     | Kali Christ            | Kanada              | 1:17,15 min |  |
| 10    | Jekaterina Aidowa      | Kasachstan          | 1:17,35 min |  |
|       |                        |                     |             |  |
| 20    | Judith Hesse           | Deutschland         | 1:18,73 min |  |
| 21    | Gabriele Hirschbichler | Deutschland         | 1:19,09 min |  |
| 22    | Heike Hartmann         | Deutschland         | 1:19,34 min |  |

#### 1500 Meter
| Platz | Name                   | Land        | Zeit        |  |
| ----- | ---------------------- | ----------- | ----------- |  |
| 1     | Christine Nesbitt      | Kanada      | 1:56,07 min |  |
| 2     | Ireen Wüst             | Niederlande | 1:56,40 min |  |
| 3     | Linda de Vries         | Niederlande | 1:57,08 min |  |
| 4     | Cindy Klassen          | Kanada      | 1:57,30 min |  |
| 5     | Jekaterina Lobyschewa  | Russland    | 1:58,13 min |  |
| 6     | Diane Valkenburg       | Niederlande | 1:58,37 min |  |
| 7     | Jekaterina Schichowa   | Russland    | 1:58,48 min |  |
| 8     | Julija Skokowa         | Russland    | 1:58,66 min |  |
| 9     | Miho Takagi            | Japan       | 1:58,84 min |  |
| 10    | Natalia Czerwonka      | Polen       | 1:58,88 min |  |
|       |                        |             |             |  |
| 20    | Gabriele Hirschbichler | Deutschland | 2:02,13 min |  |

#### 3000 Meter
| Platz | Name                 | Land        | Zeit        |  |
| ----- | -------------------- | ----------- | ----------- |  |
| 1     | Martina Sáblíková    | Tschechien  | 4:01,88 min |  |
| 2     | Stephanie Beckert    | Deutschland | 4:04,09 min |  |
| 3     | Ireen Wüst           | Niederlande | 4:04,87 min |  |
| 4     | Claudia Pechstein    | Deutschland | 4:04,99 min |  |
| 5     | Linda de Vries       | Niederlande | 4:06,33 min |  |
| 6     | Cindy Klassen        | Kanada      | 4:07,14 min |  |
| 7     | Jewgenija Dmitrijewa | Russland    | 4:09,51 min |  |
| 8     | Diane Valkenburg     | Niederlande | 4:09,53 min |  |
| 8     | Brittany Schussler   | Kanada      | 4:09,53 min |  |
| 10    | Olga Graf            | Russland    | 4:09,90 min |  |
|       |                      |             |             |  |
| 17    | Isabell Ost          | Deutschland | 4:15,05 min |  |

#### 5000 Meter
| Platz | Name                   | Land        | Zeit        |  |
| ----- | ---------------------- | ----------- | ----------- |  |
| 1     | Martina Sáblíková      | Tschechien  | 6:50,46 min |  |
| 2     | Stephanie Beckert      | Deutschland | 6:56,64 min |  |
| 3     | Claudia Pechstein      | Deutschland | 7:04,01 min |  |
| 4     | Olga Graf              | Russland    | 7:10,22 min |  |
| 5     | Diane Valkenburg       | Niederlande | 7:13,61 min |  |
| 6     | Park Do-yeong          | Südkorea    | 7:13,74 min |  |
| 7     | Cindy Klassen          | Kanada      | 7:14,19 min |  |
| 8     | Annouk van der Weijden | Niederlande | 7:15,84 min |  |
| 9     | Jorien Voorhuis        | Niederlande | 7:16,21 min |  |
| 10    | Ayaka Kikuchi          | Japan       | 7:17,18 min |  |
|       |                        |             |             |  |
| 13    | Bente Kraus            | Deutschland | 7:20,96 min |  |

#### Teamwettbewerb
Der Teamwettbewerb ging über sechs Runden (nur Innenbahn, ca. 2310 m). Es nahmen acht Teams teil.
| Platz | Name                                                      | Land               | Zeit        |
| ----- | --------------------------------------------------------- | ------------------ | ----------- |
| 1     | Ireen Wüst Diane Valkenburg Linda de Vries                | Niederlande        | 2:59,70 min |
| 2     | Brittany Schussler Christine Nesbitt Cindy Klassen        | Kanada             | 3:00,51 min |
| 3     | Natalia Czerwonka Katarzyna Woźniak Luiza Złotkowska      | Polen              | 3:03,32 min |
| 4     | Jekaterina Lobyschewa Jekaterina Schichowa Julija Skokowa | Russland           | 3:03,45 min |
| 5     | Stephanie Beckert Claudia Pechstein Isabell Ost           | Deutschland        | 3:03,63 min |
| 6     | Lee Ju-yeon Noh Seon-yeong Kim Bo-reum                    | Südkorea           | 3:03,86 min |
| 7     | Masako Hozumi Miho Takagi Ayaka Kikuchi                   | Südkorea           | 3:04,10 min |
| 8     | Jilleanne Rookard Heather Richardson Maria Lamb           | Vereinigte Staaten | 3:07,22 min |

### Männer

#### 2 × 500 Meter
Die Zeiten beider 500 m Läufe wurden addiert und ergaben die Gesamtzeit.
| Platz | Name             | Land               | 1. Lauf 500 Meter | 2. Lauf 500 Meter | Gesamt- zeit |
| ----- | ---------------- | ------------------ | ----------------- | ----------------- | ------------ |
| 1     | Mo Tae-bum       | Südkorea           | 34,80 s (1)       | 34,84 s (2)       | 69,64 s      |
| 2     | Michel Mulder    | Niederlande        | 34,99 s (5)       | 34,66 s (1)       | 69,65 s      |
| 3     | Pekka Koskela    | Finnland           | 34,87 s (2)       | 34,95 s (4)       | 69,82 s      |
| 4     | Jōji Katō        | Japan              | 34,93 s (4)       | 35,07 s (8)       | 70,00 s      |
| 5     | Tucker Fredricks | Vereinigte Staaten | 35,06 s (7)       | 34,98 s (5)       | 70,04 s      |
| 6     | Ronald Mulder    | Niederlande        | 35,22 s (12)      | 34,85 s (3)       | 70,07 s      |
| 7     | Mika Poutala     | Finnland           | 35,17 s (10)      | 34,99 s (6)       | 70,16 s      |
| 8     | Dmitri Lobkow    | Russland           | 34,87 s (2)       | 35,31 s (14)      | 70,18 s      |
| 9     | Jamie Gregg      | Kanada             | 35,03 s (6)       | 35,18 s (11)      | 70,21 s      |
| 10    | Yūya Oikawa      | Russland           | 35,10 s (8)       | 35,17 s (10)      | 70,27 s      |
|       |                  |                    |                   |                   |              |
| 23    | Denny Ihle       | Deutschland        | 36,10 s (23)      | 36,33 s (23)      | 72,43 s      |

#### 1000 Meter
| Platz | Name             | Land               | Zeit        |
| ----- | ---------------- | ------------------ | ----------- |
| 1     | Stefan Groothuis | Niederlande        | 1:08,57 min |
| 2     | Kjeld Nuis       | Niederlande        | 1:08,79 min |
| 3     | Shani Davis      | Vereinigte Staaten | 1:08,83 min |
| 4     | Denny Morrison   | Kanada             | 1:09,04 min |
| 5     | Mo Tae-bum       | Südkorea           | 1:09,09 min |
| 6     | Hein Otterspeer  | Niederlande        | 1:09,55 min |
| 7     | Jamie Gregg      | Kanada             | 1:09,73 min |
| 8     | Samuel Schwarz   | Deutschland        | 1:09,75 min |
| 9     | Alexei Jessin    | Russland           | 1:09,84 min |
| 10    | Jewgeni Lalenkow | Russland           | 1:09,94 min |

#### 1500 Meter
| Platz | Name                | Land               | Zeit        |  |
| ----- | ------------------- | ------------------ | ----------- |  |
| 1     | Denny Morrison      | Kanada             | 1:46,44 min |  |
| 2     | Iwan Skobrew        | Russland           | 1:46,49 min |  |
| 3     | Håvard Bøkko        | Norwegen           | 1:46,50 min |  |
| 4     | Shani Davis         | Vereinigte Staaten | 1:46,64 min |  |
| 5     | Stefan Groothuis    | Niederlande        | 1:46,65 min |  |
| 6     | Denis Juskow        | Russland           | 1:46,81 min |  |
| 7     | Jonathan Kuck       | Vereinigte Staaten | 1:46,83 min |  |
| 8     | Kjeld Nuis          | Niederlande        | 1:47,06 min |  |
| 9     | Zbigniew Bródka     | Polen              | 1:47,10 min |  |
| 10    | Konrad Niedźwiedzki | Polen              | 1:47,12 min |  |
|       |                     |                    |             |  |
| 21    | Patrick Beckert     | Deutschland        | 1:49,50 min |  |

#### 5000 Meter
| Platz | Name               | Land               | Zeit        |  |
| ----- | ------------------ | ------------------ | ----------- |  |
| 1     | Sven Kramer        | Niederlande        | 6:13,87 min |  |
| 2     | Bob de Jong        | Niederlande        | 6:15,26 min |  |
| 3     | Jonathan Kuck      | Vereinigte Staaten | 6:16,28 min |  |
| 4     | Jan Blokhuijsen    | Niederlande        | 6:16,82 min |  |
| 5     | Alexis Contin      | Frankreich         | 6:21,44 min |  |
| 6     | Iwan Skobrew       | Russland           | 6:24,05 min |  |
| 7     | Denis Juskow       | Russland           | 6:24,74 min |  |
| 8     | Patrick Beckert    | Deutschland        | 6:26,25 min |  |
| 9     | Moritz Geisreiter  | Deutschland        | 6:26,64 min |  |
| 10    | Bart Swings        | Belgien            | 6:28,07 min |  |
|       |                    |                    |             |  |
| 15    | Alexej Baumgärtner | Deutschland        | 6:32,11 min |  |

#### 10.000 Meter
| Platz | Name               | Land               | Zeit         |
| ----- | ------------------ | ------------------ | ------------ |
| 1     | Bob de Jong        | Niederlande        | 12:53,91 min |
| 2     | Jorrit Bergsma     | Niederlande        | 12:57,71 min |
| 3     | Jonathan Kuck      | Vereinigte Staaten | 13:12,66 min |
| 4     | Moritz Geisreiter  | Deutschland        | 13:21,10 min |
| 5     | Håvard Bøkko       | Norwegen           | 13:23,70 min |
| 6     | Bob de Vries       | Niederlande        | 13:25,74 min |
| 7     | Marco Weber        | Deutschland        | 13:28,44 min |
| 8     | Shane Dobbin       | Neuseeland         | 13:28,84 min |
| 9     | Alexej Baumgärtner | Deutschland        | 13:29,02 min |
| 10    | Alexis Contin      | Frankreich         | 13:29,92 min |

#### Teamwettbewerb
Der Teamwettbewerb ging über acht Runden (nur Innenbahn, ca. 3080 m). Es nahmen acht Teams teil.
| Platz | Name                                                           | Land               | Zeit        |
| ----- | -------------------------------------------------------------- | ------------------ | ----------- |
| 1     | Sven Kramer Koen Verweij Jan Blokhuijsen                       | Niederlande        | 3:41,43 min |
| 2     | Shani Davis Brian Hansen Jonathan Kuck                         | Vereinigte Staaten | 3:43,42 min |
| 3     | Iwan Skobrew Denis Juskow Jewgeni Lalenkow                     | Russland           | 3:43,62 min |
| 4     | Denny Morrison Mathieu Giroux Lucas Makowsky                   | Kanada             | 3:44,38 min |
| 5     | Sverre Lunde Pedersen Håvard Bøkko Kristian Reistad Fredriksen | Norwegen           | 3:46,33 min |
| 6     | Patrick Beckert Marco Weber Robert Lehmann                     | Deutschland        | 3:46,48 min |
| 7     | Lee Seung-hoon Ko Byung-wook Joo Hyung-joon                    | Südkorea           | 3:47,18 min |
| 8     | Zbigniew Bródka Konrad Niedźwiedzki Jan Szymański              | Polen              | 3:47,72 min |